# Great Ribston with Walshford
Great Ribston with Walshford – civil parish w Anglii, w North Yorkshire, w dystrykcie (unitary authority) North Yorkshire. W 2001 civil parish liczyła 68 mieszkańców.